# Pierre Groult
Pour les articles homonymes, voir Groult.
Pierre Louis Joseph Marie Groult (né à Lessines, le 29 mars 1895 ; mort à Louvain, le 11 avril 1968) est un chanoine, romaniste et hispaniste belge. Ses recherches portent notamment sur l'influence des écrits spirituels des anciens Pays-Bas (XIVe et XVe siècles) sur la littérature espagnole du XVIe siècle.

## Biographie
Pierre Groult accomplit ses humanités au petit séminaire de Bonne-Espérance et se dirige ensuite vers la prêtrise. Il étudie d'abord la philosophie à l'université catholique de Louvain (UCL), puis la théologie au séminaire de Tournai. Après son ordination, il retourne étudier à l'UCL. Il obtient le grade de « docteur en philosophie et lettres » (philologie romane).
Pierre Groult commence sa carrière d'enseignant à l'école normale de Braine-le-Comte, où il enseigne le français pendant douze ans. En 1937, son directeur de thèse, Alphonse Bayot, décède et Groult est appelé à lui succéder à l'UCL. Il y donne des cours de langues et littératures espagnoles et italiennes, de grammaire comparée des langues romanes ou encore d'ancien français.

## Publications
- Pierre Groult, Les mystiques des Pays-Bas et la littérature espagnole du seizième siècle, Louvain, Uystpruyst, coll. « Université de Louvain. Recueil de travaux publiés par les membres des conférences d'histoire et de philologie / 2e série » (no 9), 1927, XI-288 p.
- Pierre Groult, La formation des langues romanes, Tournai, Casterman, coll. « Lovanium », 1947, 226 p.
- Pierre Groult, « Un disciple espagnol de Thomas a Kempis : Diego de Estella », Les Lettres romanes, vol. 5-6,‎ 1951-1952.
- Pierre Groult, Anthologie de la littérature spirituelle du XVIe siècle, Paris, Klincksieck, coll. « Témoins de l'Espagne. Textes bilingues » (no 4), 1959, 286 p.
- (es) Pierre Groult, « Escritores españoles del siglo XVI en los Países Bajos », dans Actas del Primer Congreso International de Hispanistas, Oxford, Dolphin Book Co., 1964 (lire en ligne), p. 87-105.
- Pierre Groult, V. Emond et Guy Muraille, Anthologie de la littérature française du Moyen Âge, des origines à la fin du XIIIe siècle, vol. 1 : textes, Gembloux, Duculot, 1964-1967, 3e éd. (1re éd. 1942-1943), 304 p.
- Pierre Groult, V. Emond et Guy Muraille, Anthologie de la littérature française du Moyen Âge, des origines à la fin du XIIIe siècle, vol. 2 : notes et glossaire, Gembloux, Duculot, 1964-1967, 3e éd. (1re éd. 1942-1943), IX-336 p.
- (es) Pierre Groult, Literatura espiritual española : edad media y renacimiento, Madrid, Fundación universitaria española, coll. « Biblioteca de Hispanismo » (no 4), 1980, 306 p.